# Lunas en vez de sombras y otros relatos de ciencia ficción
Lunas en vez de sombras y otros relatos de ciencia ficción es una antología de narraciones de ciencia ficción de Costa Rica publicada por la Universidad Estatal a Distancia en 2013. En ella participaron los autores Iván Molina Jiménez, José Ricardo Chaves, Anacristina Rossi, Jessica Clark, Ericka Lippi y Daniel González, los cuales ya previamente habían incursionado en la temática de ciencia ficción con cuento y/o novela.
Los distintos relatos tocan temas clásicos de la ciencia ficción. Por ejemplo, el cuento de Molina trata sobre el viaje en el tiempo y la escritora Yolanda Oreamuno, el de Lippi toca el tema de los androides y la vida artificial, Chaves hace un homenaje a la historia de Frankenstein, el relato de González tiene como temática los universos paralelos, mientras que Rossi relata una historia sobre un apocalipsis ambiental, entre otros.

## Cuentos
- Yo, la Criatura, José Ricardo Chaves
- Joyería mental, Jessica Clark
- Sofía, Daniel González Chaves
- Lunas en vez de sombras, Ericka Lippi Rojas
- Por tierra firme, Iván Molina Jiménez
- Abel, Ana Cristina Rossi